# Liste der Nummer-eins-Hits in den britischen Charts (2007)
Dies ist eine Liste der Nummer-eins-Hits in den britischen Charts im Jahr 2007. Sie basiert auf den Official Singles Chart Top 100 und den Albums Chart Top 100, die von der Official Charts Company ermittelt werden. Es gab in diesem Jahr 18 Nummer-eins-Singles und 33 Nummer-eins-Alben.

## Singles
| ← 2006 ← | Liste der Nummer-eins-Hits in den britischen Charts | Liste der Nummer-eins-Hits in den britischen Charts | Liste der Nummer-eins-Hits in den britischen Charts | 2008 → |
| \| Zeitraum \| Wo. ges. \| Interpret \| Titel Autor(en) \| Zusätzliche Informationen \| \| (Zeitraum, Wochen auf Platz eins, Interpret, Titel, Autor[en], zusätzliche Informationen) \| \| \| \| \| \| ----------------------------------------------------------------------------------------- \| -------- \| ------------------------------------------------- \| -------------------------------------------------------------------------------------------------------------------------------------------------------------------- \| -------------------------------------------------------------------------------------------------------------------------------------------------------------------------------------------------------------------------------------------------------------------------------------------------------------------------------------------------------------------------------- \| \| 24. Dezember 2006 – 20. Januar 2007 4 Wochen \| 4 \| Leona Lewis \| A Moment Like This John Robinson Reid, Jörgen Kjell Aake Elofsson \| – \| \| 21. Januar 2007 – 24. Februar 2007 5 Wochen \| 5 \| Mika \| Grace Kelly Jodi Marr, Dan Warner, John Holt Merchant III, Michael Holbrook Penniman \| – \| \| 25. Februar 2007 – 3. März 2007 1 Woche \| 1 \| Kaiser Chiefs \| Ruby Nicholas James David Hodgson, Charles Richard Wilson, Nicholas Matthew Baines, James Simon Rix, Andrew Robert White \| – \| \| 4. März 2007 – 17. März 2007 2 Wochen \| 2 \| Take That \| Shine Gary Barlow, Howard Paul Donald, Mark Anthony Owen, Jason Thomas Orange \| – \| \| 18. März 2007 – 24. März 2007 1 Woche \| 1 \| Sugababes vs. Girls Aloud \| Walk This Way Steven Tyler, Joe Perry \| Der 1970er Hit von Aerosmith, besser bekannt in der Run-D.M.C.-Version von 1986 wurde für das Wohltätigkeitsprojekt Comic Relief von den zwei Girlgroups aufgenommen. \| \| 25. März 2007 – 14. April 2007 3 Wochen \| 3 \| The Proclaimers, Brian Potter & Andy Pipkin \| (I’m Gonna Be) 500 Miles Charles Stobo Reid, Craig Morris Reid \| Die Neuaufnahme des Hits der zwei schottischen Zwillingsbrüder von 1988 – damals erreichte es Platz 11 – geschah ebenfalls für Comic Relief und sprang in Woche 2 doch noch von Platz 3 an die Spitze. Zwei Komikern waren beteiligt, Peter Kay, der hinter dem Namen Brian Potter steckt, hatte bereits 2005 einen Comic-Relief-Nummer-eins-Hit mit Tony Christies Amarillo.[1] \| \| 15. April 2007 – 21. April 2007 1 Woche \| 1 \| Timbaland feat. Nelly Furtado & Justin Timberlake \| Give It to Me Timothy Z. Mosley, Floyd Nathaniel Hills, Timothy Clayton, Justin R. Timberlake, Nelly Kim Furtado \| – \| \| 22. April 2007 – 12. Mai 2007 3 Wochen \| 3 \| Beyoncé & Shakira \| Beautiful Liar Amanda Ghost, Ian Alec Harvey Dench, Beyoncé Gisselle Knowles, Mikkel Storleer Eriksen, Tor Erik Hermansen \| – \| \| 13. Mai 2007 – 19. Mai 2007 1 Woche \| 1 \| McFly \| Baby’s Coming Back / Transylvania Marvin Andrew Sturmer / Thomas Michael Fletcher, Dougie Lee Poynter \| – \| \| 20. Mai 2007 – 28. Juli 2007 10 Wochen \| 10 \| Rihanna feat. Jay-Z \| Umbrella Thaddis Laphonia Harrell Jr., Shawn C. Carter, Christopher A. Stewart, Terius Youngdell Nash \| – \| \| 29. Juli 2007 – 11. August 2007 2 Wochen \| 2 \| Timbaland feat. Keri Hilson & D.O.E. \| The Way I Are Keri Lynn Hilson, Bale'wa M. Muhammad, Candice Clothiel Nelson, Floyd Nathaniel Hills, Timothy Z. Mosley, John M. Maultsby, Garland Mosley Waverly Jr. \| – \| \| 12. August 2007 – 18. August 2007 1 Woche \| 1 \| Robyn with Kleerup \| With Every Heartbeat Andreas Per Kleerup, Robin Miriam Carlsson, Carl Edward Otto Bagge \| – \| \| 19. August 2007 – 1. September 2007 2 Wochen \| 2 \| Kanye West \| Stronger Thomas Bangalter, Edwin Birdsong, Kanye Omari West, Guy-Manuel de Homem-Christo, Michael G. Dean \| – \| \| 2. September 2007 – 29. September 2007 4 Wochen \| 4 \| Sean Kingston \| Beautiful Girls Sylvester Jordan Jr., Ben E. King, Jerry Leiber, Mike Stoller, Jonathan Rotem, Kisean Paul Anderson \| – \| \| 30. September 2007 – 27. Oktober 2007 4 Wochen \| 4 \| Sugababes \| About You Now Lukasz Gottwald, Cathy Dennis \| – \| \| 28. Oktober 2007 – 15. Dezember 2007 7 Wochen \| 7 \| Leona Lewis \| Bleeding Love Ryan B. Tedder, Jesse McCartney \| – \| \| 16. Dezember 2007 – 22. Dezember 2007 1 Woche \| 1 \| Eva Cassidy & Katie Melua \| What a Wonderful World George Douglas, George David Weiss \| – \| \| 23. Dezember 2007 – 12. Januar 2008 3 Wochen \| 3 \| Leon Jackson \| When You Believe Stephen Laurence Schwartz, Kenneth Edmonds \| – \| |                                                     |                                                     | | |
| ← 2006 |                                                     |                                                     | | → 2008 → |
| Zeitraum | Wo. ges.                                            | Interpret                                           | Titel Autor(en) | Zusätzliche Informationen |
| (Zeitraum, Wochen auf Platz eins, Interpret, Titel, Autor[en], zusätzliche Informationen) |                                                     |                                                     | | |
| 24. Dezember 2006 – 20. Januar 2007 4 Wochen | 4                                                   | Leona Lewis                                         | A Moment Like This John Robinson Reid, Jörgen Kjell Aake Elofsson | – |
| 21. Januar 2007 – 24. Februar 2007 5 Wochen | 5                                                   | Mika                                                | Grace Kelly Jodi Marr, Dan Warner, John Holt Merchant III, Michael Holbrook Penniman                                                                                 | – |
| 25. Februar 2007 – 3. März 2007 1 Woche | 1                                                   | Kaiser Chiefs                                       | Ruby Nicholas James David Hodgson, Charles Richard Wilson, Nicholas Matthew Baines, James Simon Rix, Andrew Robert White                                             | – |
| 4. März 2007 – 17. März 2007 2 Wochen | 2                                                   | Take That                                           | Shine Gary Barlow, Howard Paul Donald, Mark Anthony Owen, Jason Thomas Orange                                                                                        | – |
| 18. März 2007 – 24. März 2007 1 Woche | 1                                                   | Sugababes vs. Girls Aloud                           | Walk This Way Steven Tyler, Joe Perry | Der 1970er Hit von Aerosmith, besser bekannt in der Run-D.M.C.-Version von 1986 wurde für das Wohltätigkeitsprojekt Comic Relief von den zwei Girlgroups aufgenommen. |
| 25. März 2007 – 14. April 2007 3 Wochen | 3                                                   | The Proclaimers, Brian Potter & Andy Pipkin         | (I’m Gonna Be) 500 Miles Charles Stobo Reid, Craig Morris Reid | Die Neuaufnahme des Hits der zwei schottischen Zwillingsbrüder von 1988 – damals erreichte es Platz 11 – geschah ebenfalls für Comic Relief und sprang in Woche 2 doch noch von Platz 3 an die Spitze. Zwei Komikern waren beteiligt, Peter Kay, der hinter dem Namen Brian Potter steckt, hatte bereits 2005 einen Comic-Relief-Nummer-eins-Hit mit Tony Christies Amarillo. |
| 15. April 2007 – 21. April 2007 1 Woche | 1                                                   | Timbaland feat. Nelly Furtado & Justin Timberlake   | Give It to Me Timothy Z. Mosley, Floyd Nathaniel Hills, Timothy Clayton, Justin R. Timberlake, Nelly Kim Furtado                                                     | – |
| 22. April 2007 – 12. Mai 2007 3 Wochen | 3                                                   | Beyoncé & Shakira                                   | Beautiful Liar Amanda Ghost, Ian Alec Harvey Dench, Beyoncé Gisselle Knowles, Mikkel Storleer Eriksen, Tor Erik Hermansen                                            | – |
| 13. Mai 2007 – 19. Mai 2007 1 Woche | 1                                                   | McFly                                               | Baby’s Coming Back / Transylvania Marvin Andrew Sturmer / Thomas Michael Fletcher, Dougie Lee Poynter                                                                | – |
| 20. Mai 2007 – 28. Juli 2007 10 Wochen | 10                                                  | Rihanna feat. Jay-Z                                 | Umbrella Thaddis Laphonia Harrell Jr., Shawn C. Carter, Christopher A. Stewart, Terius Youngdell Nash                                                                | – |
| 29. Juli 2007 – 11. August 2007 2 Wochen | 2                                                   | Timbaland feat. Keri Hilson & D.O.E.                | The Way I Are Keri Lynn Hilson, Bale'wa M. Muhammad, Candice Clothiel Nelson, Floyd Nathaniel Hills, Timothy Z. Mosley, John M. Maultsby, Garland Mosley Waverly Jr. | – |
| 12. August 2007 – 18. August 2007 1 Woche | 1                                                   | Robyn with Kleerup                                  | With Every Heartbeat Andreas Per Kleerup, Robin Miriam Carlsson, Carl Edward Otto Bagge                                                                              | – |
| 19. August 2007 – 1. September 2007 2 Wochen | 2                                                   | Kanye West                                          | Stronger Thomas Bangalter, Edwin Birdsong, Kanye Omari West, Guy-Manuel de Homem-Christo, Michael G. Dean                                                            | – |
| 2. September 2007 – 29. September 2007 4 Wochen | 4                                                   | Sean Kingston                                       | Beautiful Girls Sylvester Jordan Jr., Ben E. King, Jerry Leiber, Mike Stoller, Jonathan Rotem, Kisean Paul Anderson                                                  | – |
| 30. September 2007 – 27. Oktober 2007 4 Wochen | 4                                                   | Sugababes                                           | About You Now Lukasz Gottwald, Cathy Dennis | – |
| 28. Oktober 2007 – 15. Dezember 2007 7 Wochen | 7                                                   | Leona Lewis                                         | Bleeding Love Ryan B. Tedder, Jesse McCartney | – |
| 16. Dezember 2007 – 22. Dezember 2007 1 Woche | 1                                                   | Eva Cassidy & Katie Melua                           | What a Wonderful World George Douglas, George David Weiss | – |
| 23. Dezember 2007 – 12. Januar 2008 3 Wochen | 3                                                   | Leon Jackson                                        | When You Believe Stephen Laurence Schwartz, Kenneth Edmonds | – |

## Alben
| ← 2006 ← | Liste der Nummer-eins-Hits in den britischen Charts | Liste der Nummer-eins-Hits in den britischen Charts | Liste der Nummer-eins-Hits in den britischen Charts | 2008 →                    |
| \| Zeitraum \| Wo. ges. \| Interpret \| Titel \| Zusätzliche Informationen \| \| (Zeitraum, Wochen auf Platz eins, Interpret, Titel, zusätzliche Informationen) \| \| \| \| \| \| ------------------------------------------------------------------------------ \| -------- \| --------------------- \| --------------------------------- \| ------------------------- \| \| 3. Dezember 2006 – 13. Januar 2007 6 Wochen (insgesamt 8) \| 8 \| Take That \| Beautiful World \| – \| \| 14. Januar 2007 – 27. Januar 2007 2 Wochen (insgesamt 6) \| 6 \| Amy Winehouse \| Back to Black \| – \| \| 28. Januar 2007 – 3. Februar 2007 1 Woche \| 1 \| The View \| Hats Off to the Buskers \| – \| \| 4. Februar 2007 – 10. Februar 2007 1 Woche \| 1 \| Norah Jones \| Not Too Late \| – \| \| 11. Februar 2007 – 24. Februar 2007 2 Wochen \| 2 \| Mika \| Life in Cartoon Motion \| – \| \| 25. Februar 2007 – 3. März 2007 1 Woche (insgesamt 6) \| 6 \| Amy Winehouse \| Back to Black \| – \| \| 4. März 2007 – 17. März 2007 2 Wochen \| 2 \| Kaiser Chiefs \| Yours Truly Angry Mob \| – \| \| 18. März 2007 – 24. März 2007 1 Woche \| 1 \| Ray Quinn \| Ray Quinn \| – \| \| 25. März 2007 – 7. April 2007 2 Wochen (insgesamt 8) \| 8 \| Take That \| Beautiful World \| – \| \| 8. April 2007 – 21. April 2007 2 Wochen \| 2 \| Kings of Leon \| Because of the Times \| – \| \| 22. April 2007 – 28. April 2007 1 Woche \| 1 \| Avril Lavigne \| The Best Damn Thing \| – \| \| 29. April 2007 – 19. Mai 2007 3 Wochen \| 3 \| Arctic Monkeys \| Favourite Worst Nightmare \| – \| \| 20. Mai 2007 – 26. Mai 2007 1 Woche \| 1 \| Linkin Park \| Minutes to Midnight \| – \| \| 27. Mai 2007 – 9. Juni 2007 2 Wochen \| 2 \| Maroon 5 \| It Won’t Be Soon Before Long \| – \| \| 10. Juni 2007 – 16. Juni 2007 1 Woche \| 1 \| Rihanna \| Good Girl Gone Bad \| – \| \| 17. Juni 2007 – 23. Juni 2007 1 Woche \| 1 \| Traveling Wilburys \| The Traveling Wilburys Collection \| – \| \| 24. Juni 2007 – 30. Juni 2007 1 Woche \| 1 \| The White Stripes \| Icky Thump \| – \| \| 1. Juli 2007 – 7. Juli 2007 1 Woche \| 1 \| Editors \| An End Has a Start \| – \| \| 8. Juli 2007 – 14. Juli 2007 1 Woche \| 1 \| The Chemical Brothers \| We Are the Night \| – \| \| 15. Juli 2007 – 21. Juli 2007 1 Woche \| 1 \| The Enemy \| We’ll Live and Die in These Towns \| – \| \| 22. Juli 2007 – 11. August 2007 3 Wochen \| 3 \| Paul Potts \| One Chance \| – \| \| 12. August 2007 – 18. August 2007 1 Woche \| 1 \| Kate Nash \| Made of Bricks \| – \| \| 19. August 2007 – 25. August 2007 1 Woche \| 1 \| Elvis Presley \| The King \| – \| \| 26. August 2007 – 8. September 2007 2 Wochen \| 2 \| Newton Faulkner \| Hand Built by Robots \| – \| \| 9. September 2007 – 15. September 2007 1 Woche \| 1 \| Hard-Fi \| Once Upon a Time in the West \| – \| \| 16. September 2007 – 22. September 2007 1 Woche \| 1 \| Kanye West \| Graduation \| – \| \| 23. September 2007 – 29. September 2007 1 Woche \| 1 \| James Blunt \| All the Lost Souls \| – \| \| 30. September 2007 – 6. Oktober 2007 1 Woche \| 1 \| Foo Fighters \| Echoes, Silence, Patience & Grace \| – \| \| 7. Oktober 2007 – 13. Oktober 2007 1 Woche \| 1 \| Bruce Springsteen \| Magic \| – \| \| 14. Oktober 2007 – 20. Oktober 2007 1 Woche \| 1 \| Sugababes \| Change \| – \| \| 21. Oktober 2007 – 27. Oktober 2007 1 Woche \| 1 \| Stereophonics \| Pull the Pin \| – \| \| 28. Oktober 2007 – 3. November 2007 1 Woche \| 1 \| The Hoosiers \| The Trick to Life \| – \| \| 4. November 2007 – 10. November 2007 1 Woche \| 1 \| Eagles \| Long Road out of Eden \| – \| \| 11. November 2007 – 17. November 2007 1 Woche \| 1 \| Westlife \| Back Home \| – \| \| 18. November 2007 – 5. Januar 2008 7 Wochen \| 7 \| Leona Lewis \| Spirit \| – \| |                                                     |                                                     |                                                     |                           |
| ← 2006 |                                                     |                                                     |                                                     | → 2008 →                  |
| Zeitraum | Wo. ges.                                            | Interpret                                           | Titel                                               | Zusätzliche Informationen |
| (Zeitraum, Wochen auf Platz eins, Interpret, Titel, zusätzliche Informationen) |                                                     |                                                     |                                                     |                           |
| 3. Dezember 2006 – 13. Januar 2007 6 Wochen (insgesamt 8) | 8                                                   | Take That                                           | Beautiful World                                     | –                         |
| 14. Januar 2007 – 27. Januar 2007 2 Wochen (insgesamt 6) | 6                                                   | Amy Winehouse                                       | Back to Black                                       | –                         |
| 28. Januar 2007 – 3. Februar 2007 1 Woche | 1                                                   | The View                                            | Hats Off to the Buskers                             | –                         |
| 4. Februar 2007 – 10. Februar 2007 1 Woche | 1                                                   | Norah Jones                                         | Not Too Late                                        | –                         |
| 11. Februar 2007 – 24. Februar 2007 2 Wochen | 2                                                   | Mika                                                | Life in Cartoon Motion                              | –                         |
| 25. Februar 2007 – 3. März 2007 1 Woche (insgesamt 6) | 6                                                   | Amy Winehouse                                       | Back to Black                                       | –                         |
| 4. März 2007 – 17. März 2007 2 Wochen | 2                                                   | Kaiser Chiefs                                       | Yours Truly Angry Mob                               | –                         |
| 18. März 2007 – 24. März 2007 1 Woche | 1                                                   | Ray Quinn                                           | Ray Quinn                                           | –                         |
| 25. März 2007 – 7. April 2007 2 Wochen (insgesamt 8) | 8                                                   | Take That                                           | Beautiful World                                     | –                         |
| 8. April 2007 – 21. April 2007 2 Wochen | 2                                                   | Kings of Leon                                       | Because of the Times                                | –                         |
| 22. April 2007 – 28. April 2007 1 Woche | 1                                                   | Avril Lavigne                                       | The Best Damn Thing                                 | –                         |
| 29. April 2007 – 19. Mai 2007 3 Wochen | 3                                                   | Arctic Monkeys                                      | Favourite Worst Nightmare                           | –                         |
| 20. Mai 2007 – 26. Mai 2007 1 Woche | 1                                                   | Linkin Park                                         | Minutes to Midnight                                 | –                         |
| 27. Mai 2007 – 9. Juni 2007 2 Wochen | 2                                                   | Maroon 5                                            | It Won’t Be Soon Before Long                        | –                         |
| 10. Juni 2007 – 16. Juni 2007 1 Woche | 1                                                   | Rihanna                                             | Good Girl Gone Bad                                  | –                         |
| 17. Juni 2007 – 23. Juni 2007 1 Woche | 1                                                   | Traveling Wilburys                                  | The Traveling Wilburys Collection                   | –                         |
| 24. Juni 2007 – 30. Juni 2007 1 Woche | 1                                                   | The White Stripes                                   | Icky Thump                                          | –                         |
| 1. Juli 2007 – 7. Juli 2007 1 Woche | 1                                                   | Editors                                             | An End Has a Start                                  | –                         |
| 8. Juli 2007 – 14. Juli 2007 1 Woche | 1                                                   | The Chemical Brothers                               | We Are the Night                                    | –                         |
| 15. Juli 2007 – 21. Juli 2007 1 Woche | 1                                                   | The Enemy                                           | We’ll Live and Die in These Towns                   | –                         |
| 22. Juli 2007 – 11. August 2007 3 Wochen | 3                                                   | Paul Potts                                          | One Chance                                          | –                         |
| 12. August 2007 – 18. August 2007 1 Woche | 1                                                   | Kate Nash                                           | Made of Bricks                                      | –                         |
| 19. August 2007 – 25. August 2007 1 Woche | 1                                                   | Elvis Presley                                       | The King                                            | –                         |
| 26. August 2007 – 8. September 2007 2 Wochen | 2                                                   | Newton Faulkner                                     | Hand Built by Robots                                | –                         |
| 9. September 2007 – 15. September 2007 1 Woche | 1                                                   | Hard-Fi                                             | Once Upon a Time in the West                        | –                         |
| 16. September 2007 – 22. September 2007 1 Woche | 1                                                   | Kanye West                                          | Graduation                                          | –                         |
| 23. September 2007 – 29. September 2007 1 Woche | 1                                                   | James Blunt                                         | All the Lost Souls                                  | –                         |
| 30. September 2007 – 6. Oktober 2007 1 Woche | 1                                                   | Foo Fighters                                        | Echoes, Silence, Patience & Grace                   | –                         |
| 7. Oktober 2007 – 13. Oktober 2007 1 Woche | 1                                                   | Bruce Springsteen                                   | Magic                                               | –                         |
| 14. Oktober 2007 – 20. Oktober 2007 1 Woche | 1                                                   | Sugababes                                           | Change                                              | –                         |
| 21. Oktober 2007 – 27. Oktober 2007 1 Woche | 1                                                   | Stereophonics                                       | Pull the Pin                                        | –                         |
| 28. Oktober 2007 – 3. November 2007 1 Woche | 1                                                   | The Hoosiers                                        | The Trick to Life                                   | –                         |
| 4. November 2007 – 10. November 2007 1 Woche | 1                                                   | Eagles                                              | Long Road out of Eden                               | –                         |
| 11. November 2007 – 17. November 2007 1 Woche | 1                                                   | Westlife                                            | Back Home                                           | –                         |
| 18. November 2007 – 5. Januar 2008 7 Wochen | 7                                                   | Leona Lewis                                         | Spirit                                              | –                         |

Die Angaben basieren auf den offiziellen Verkaufshitparaden der Official UK Charts Company für das Vereinigte Königreich. Die Datumsangaben beziehen sich auf das Gültigkeitsdatum der Charts, also jeweils die auf die Verkaufswoche folgende Woche.

## Jahreshitparaden
| ← 2006 ← | Liste der Nummer-eins-Hits in den britischen Charts | Liste der Nummer-eins-Hits in den britischen Charts | Liste der Nummer-eins-Hits in den britischen Charts | 2008 →   |
| \| Singles \| Position# \| Alben \| \| --------------------------------------------------------------------------------------------------------------------------------------------------------------------------------------------------------- \| --------- \| ---------------------------------------- \| \| Bleeding Love Leona Lewis Ryan B. Tedder, Jesse McCartney \| 1 \| Back to Black Amy Winehouse \| \| Umbrella Rihanna feat. Jay-Z Thaddis Laphonia Harrell Jr., Shawn C. Carter, Christopher A. Stewart, Terius Youngdell Nash \| 2 \| Spirit Leona Lewis \| \| Grace Kelly Mika Jodi Marr, Dan Warner, John Holt Merchant III, Michael Holbrook Penniman \| 3 \| Life in Cartoon Motion Mika \| \| When You Believe Leon Jackson Stephen Laurence Schwartz, Kenneth Edmonds \| 4 \| Beautiful World Take That \| \| Rule the World Take That Jason Thomas Orange, Gary Barlow, Howard Paul Donald \| 5 \| Back Home Westlife \| \| About You Now Sugababes Lukasz Gottwald, Cathy Dennis \| 6 \| Long Road out of Eden Eagles \| \| The Way I Are Timbaland feat. Keri Hilson & D.O.E. Keri Lynn Hilson, Bale'wa M. Muhammad, Candice Clothiel Nelson, Floyd Nathaniel Hills, Timothy Z. Mosley, John M. Maultsby, Garland Mosley Waverly Jr. \| 7 \| Yours Truly Angry Mob Kaiser Chiefs \| \| (I’m Gonna Be) 500 Miles The Proclaimers, Brian Potter & Andy Pipkin Charles Stobo Reid, Craig Morris Reid \| 8 \| Favourite Worst Nightmare Arctic Monkeys \| \| Valerie Mark Ronson feat. Amy Winehouse Sean Francis Caleb Payne, David Alan McCabe, Abigail Harding, Boyan Uddin Chowdhury, Russell Thomas Pritchard \| 9 \| Shock Value Timbaland \| \| Ruby Kaiser Chiefs Nicholas James David Hodgson, Charles Richard Wilson, Nicholas Matthew Baines, James Simon Rix, Andrew Robert White \| 10 \| Good Girl Gone Bad Rihanna \| |                                                     |                                                     |                                                     |          |
| ← 2006 |                                                     |                                                     |                                                     | → 2008 → |
| Singles | Position#                                           | Alben                                               |                                                     |          |
| Bleeding Love Leona Lewis Ryan B. Tedder, Jesse McCartney | 1                                                   | Back to Black Amy Winehouse                         |                                                     |          |
| Umbrella Rihanna feat. Jay-Z Thaddis Laphonia Harrell Jr., Shawn C. Carter, Christopher A. Stewart, Terius Youngdell Nash | 2                                                   | Spirit Leona Lewis                                  |                                                     |          |
| Grace Kelly Mika Jodi Marr, Dan Warner, John Holt Merchant III, Michael Holbrook Penniman | 3                                                   | Life in Cartoon Motion Mika                         |                                                     |          |
| When You Believe Leon Jackson Stephen Laurence Schwartz, Kenneth Edmonds | 4                                                   | Beautiful World Take That                           |                                                     |          |
| Rule the World Take That Jason Thomas Orange, Gary Barlow, Howard Paul Donald | 5                                                   | Back Home Westlife                                  |                                                     |          |
| About You Now Sugababes Lukasz Gottwald, Cathy Dennis | 6                                                   | Long Road out of Eden Eagles                        |                                                     |          |
| The Way I Are Timbaland feat. Keri Hilson & D.O.E. Keri Lynn Hilson, Bale'wa M. Muhammad, Candice Clothiel Nelson, Floyd Nathaniel Hills, Timothy Z. Mosley, John M. Maultsby, Garland Mosley Waverly Jr. | 7                                                   | Yours Truly Angry Mob Kaiser Chiefs                 |                                                     |          |
| (I’m Gonna Be) 500 Miles The Proclaimers, Brian Potter & Andy Pipkin Charles Stobo Reid, Craig Morris Reid | 8                                                   | Favourite Worst Nightmare Arctic Monkeys            |                                                     |          |
| Valerie Mark Ronson feat. Amy Winehouse Sean Francis Caleb Payne, David Alan McCabe, Abigail Harding, Boyan Uddin Chowdhury, Russell Thomas Pritchard | 9                                                   | Shock Value Timbaland                               |                                                     |          |
| Ruby Kaiser Chiefs Nicholas James David Hodgson, Charles Richard Wilson, Nicholas Matthew Baines, James Simon Rix, Andrew Robert White | 10                                                  | Good Girl Gone Bad Rihanna                          |                                                     |          |